# Artysta z blizną
Artysta z blizną – singel polskiego rapera Kizo oraz rapera Szpaku i rapera Jano PW z albumu studyjnego Pegaz. Singel został wydany 13 maja 2019 roku. Tekst utworu został napisany przez Patryka Wozińskiego, Mateusza Szpakowskiego i Jano PW.
Nagranie otrzymało w Polsce status platynowej płyty w 2021 roku.
Singel zdobył ponad 11 milionów wyświetleń w serwisie YouTube (2023) oraz ponad 4 miliony odsłuchań w serwisie Spotify (2023).

## Nagrywanie
Utwór został wyprodukowany przez PSR. Za mix/mastering utworu odpowiada EnZU. Tekst do utworu został napisany przez Patryka Wozińskiego, Mateusza Szpakowskiego i Jano PW.

## Twórcy
- Kizo, Szpaku, Jano PW – słowa[1]
- Patryk Woziński, Mateusz Szpakowski, Jano PW – tekst[1][2]
- PSR – produkcja[1][2]
- EnZU – mix/mastering[1]

## Certyfikaty
| Kraj          | Certyfikat      |
| ------------- | --------------- |
| Polska (ZPAV) | platynowa płyta |